# Zatoka Nowosilskiego
Zatoka Nowosilskiego (ang. Novosilski Bay) – zatoka Oceanu Atlantyckiego, położona u południowych wybrzeży Georgii Południowej, bezpośrednio na południe od Mount Fraser. Ma około 2 mile (3,2 km) szerokości. Została odkryta w 1819 roku przez rosyjską ekspedycję pod dowództwem Fabiana Bellingshausena i nazwana na cześć porucznika Pawła M. Nowosilskiego z okrętu „Mirnyj”, który towarzyszył okrętowi flagowemu Bellingshausena, „Wostok”.